# Élections européennes de 2014 en Hongrie
Les élections européennes de 2014 ont eu lieu entre le 22 et le 25 mai selon les pays, le dimanche 25 mai 2014 en Hongrie. Ces élections étaient les premières depuis l'entrée en vigueur du Traité de Lisbonne qui a renforcé les pouvoirs du Parlement européen et modifié la répartition des sièges entre les différents États-membres. Ainsi, les Hongrois n'ont pas élu 22 députés européens comme en 2009, mais 21 seulement.

## Mode de scrutin
Les élections européennes en Hongrie se tiennent selon le principe de la représentation proportionnelle, à l'échelle d'une circonscription unique. Seuls les partis politiques enregistrés peuvent y présenter des listes, et doivent dépasser le seuil de 5 % des suffrages exprimés pour pouvoir participer à la répartition des sièges, qui se tient selon la méthode d'Hondt.

## Campagne

### Candidats
Les partis suivants ont déposé leur candidature pour les élections européennes :
| Parti ou coalition | Parti ou coalition                                                | Abréviation | Tête de liste     | Parti européen |
| ------------------ | ----------------------------------------------------------------- | ----------- | ----------------- | -------------- |
|                    | Fidesz-Union civique hongroise-Parti populaire démocrate-chrétien | Fidesz-KDNP | Ildikó Gáll-Pelcz | PPE            |
|                    | Parti socialiste hongrois                                         | MSZP        | Tibor Szanyi      | PSE            |
|                    | Mouvement pour une meilleure Hongrie                              | Jobbik      | Krisztina Morvai  | AEMN           |
|                    | La politique peut être différente                                 | LMP         | Tamás Meszerics   | PVE            |
|                    | Coalition démocratique                                            | DK          | Ferenc Gyurcsány  |                |
|                    | Ensemble 2014-Parti du dialogue pour la Hongrie                   | Együtt–PM   | Gordon Bajnai     |                |
|                    | Alliés de Mária Seres                                             | SMS         | Tamás Mihály Tóth |                |
|                    | Mouvement « La patrie n'est pas à vendre »                        |             | Árpád Kásler      |                |

### Sondages

#### Pourcentages
| Institut           | Date              | Partis      | Partis | Partis | Partis | Partis | Partis |
| ------------------ | ----------------- | ----------- | ------ | ------ | ------ | ------ | ------ |
| Institut           | Date              | Fidesz–KDNP | MSZP   | Jobbik | Együtt | DK     | LMP    |
| Ipsos–Tárki–Medián | 9-29 janvier 2014 | 48          | 20     | 12     | 5,7    | 6      | -      |
| Nézőpont           | 6-8 mai 2014      | 46          | 15     | 15     | 10     | 4      | 10     |

#### Sièges
| Institut           | Date              | Partis      | Partis | Partis | Partis | Partis | Partis |
| ------------------ | ----------------- | ----------- | ------ | ------ | ------ | ------ | ------ |
| Institut           | Date              | Fidesz–KDNP | MSZP   | Jobbik | Együtt | DK     | LMP    |
| Policy Solutions   | août 2013         | 10          | 6      | 4      | 1      | –      | -      |
| Voksblog           | 29 oct 2013       | 12          | 5      | 3      | 1      | –      | -      |
| Ipsos–Tárki–Medián | 9–29 janvier 2014 | 10          | 4      | 3      | 2      | 2      | -      |
| Political Capital  | 24 avril 2014     | 11          | 4      | 5      | -      | -      | 1      |
| Nézőpont           | 6-8 mai 2014      | 11          | 3      | 3      | 2      | -      | 2      |

### Thèmes
La campagne pour ces élections se déroulent dans l'ombre des élections législatives du 6 avril, qui représentent le premier véritable test électoral pour le gouvernement de Viktor Orbán et ses réformes constitutionnelles, économiques et sociales, depuis son accession au pouvoir en mai 2010.
Durant la législature 2009-2014, les députés européens du Jobbik, siégeaient parmi les non-inscrits, comme la plupart des élus d'extrême droite. Néanmoins, certains d'entre eux, tels que le Front national français ou le Parti pour la liberté néerlandais, ont entamé des discussions avec pour but de constituer un groupe parlementaire après les élections de 2014. Néanmoins le Jobbik semble écarté de tout projet par ces partis, qui le jugent trop extrêmes. C'est donc vers les Polonais de Ruch Narodowy (mouvement national), que le Jobbik semble se tourner à présent.

## Résultats

### Répartition
| Parti                                                             | Voix      | Voix    | Voix  | Sièges | Sièges | Sièges |
| Parti                                                             | Nombre    | %       | +/-   | Nombre | %      | +/-    |
| ----------------------------------------------------------------- | --------- | ------- | ----- | ------ | ------ | ------ |
| Fidesz-Union civique hongroise-Parti populaire démocrate-chrétien | 1 193 991 | 51,48 % | 4,9 % | 12     | 57,1 % | 6,5 %  |
| Mouvement pour une meilleure Hongrie                              | 340 287   | 14,67 % | 0,1 % | 3      | 14,3 % | 0,6 %  |
| Parti socialiste hongrois                                         | 252 751   | 10,9 %  | 3,3 % | 2      | 9,5 %  | 0,9 %  |
| Coalition démocratique                                            | 226 086   | 9,75 %  | 3,3 % | 2      | 9,5 %  | 0,9 %  |
| Ensemble 2014-PM                                                  | 168 076   | 7,25 %  | 7,2 % | 1      | 4,8 %  | 4,8 %  |
| La politique peut être différente                                 | 116 904   | 5,04 %  | 2,4 % | 1      | 4,8 %  | 4,8 %  |
| La patrie n'est pas à vendre (A haza nem eladó)                   | 12 119    | 0,52 %  |       | 0      |        |        |
| Alliés de Mária Seres (hu) (Seres Mária szövetségesei)            | 9 279     | 0,4 %   |       | 0      |        |        |

### Analyse
Avec un taux de participation de 28,9 % se sont bien moins rendus aux urnes qu'en 2009 (36,31 %) et qu'en 2004 (38,50 %).
Dans la continuité de sa victoire aux législatives d'avril 2014, la Fidesz-Union civique hongroise a imposé sa domination sur tous les autres partis de la politique hongroise. 36 points derrière elle, le Jobbik a pris la seconde place au MSZP. Ce dernier apparaît comme le grand perdant de ces élections, ayant vraisemblablement souffert de la concurrence de la Coalition démocratique de Ferenc Gyurcsány, les deux partis s'étant présentés séparément contrairement à leur candidature commune lors des législatives. Les écologistes font également leur entrée au Parlement européen La politique peut être différente et Dialogue pour la Hongrie remportant chacun un siège.